# Truls Johansen
Truls Johansen (* 27. April 1989) ist ein ehemaliger norwegischer Skirennläufer. Er war auf die technischen Disziplinen Slalom und Riesenslalom spezialisiert.

## Biografie
Johansen nahm ab der Saison 2004/2005 an FIS-Rennen teil, erreichte in den nächsten Jahren zahlreiche Top-10-Ergebnisse und mehrere Podestplätze, aber erst im April 2009 den ersten Sieg. Einen Monat davor hatte er in seiner stärksten Disziplin, dem Slalom, an den Juniorenweltmeisterschaften 2009 in Garmisch-Partenkirchen teilgenommen und den 13. Platz belegt. Seit der Saison 2009/2010 ist Johansen auch im Europacup am Start. Er fuhr im Januar und Februar 2010 erstmals unter die besten zehn, blieb im nächsten Winter aber ohne Top-10-Ergebnis.
Am 6. März 2011 kam Johansen im Slalom von Kranjska Gora zum ersten Mal im Weltcup zum Einsatz, konnte sich aber nicht für den zweiten Lauf qualifizieren. Drei Wochen später wurde er norwegischer Meister im Slalom. Nach ersten Podestplätzen im Europacup zu Beginn der Saison 2011/2012 gewann Johansen am 8. Januar 2012 die ersten Weltcuppunkte, als er 20. des Slaloms von Adelboden wurde. Eine Woche danach feierte er seinen ersten Europacupsieg im Slalom von Méribel. Johansen nahm am 29. Januar 2013 am City Event in Moskau teil. Er schied in der ersten Runde aus, was gleichbedeutend war mit dem geteilten neunten Rang, seiner besten Platzierung im Weltcup. Im April 2015 gab er sein Karriereende bekannt. Im Laufe seiner Karriere bestritt er 21 Weltcuprennen.

## Erfolge

### Weltcup
- 1 Platzierung unter den besten zehn in Einzelrennen
- 1 Podestplatz bei Mannschaftswettbewerben

### Weltcupwertungen
| Saison  | Gesamt | Gesamt | Slalom | Slalom |
| Saison  | Platz  | Punkte | Platz  | Punkte |
| ------- | ------ | ------ | ------ | ------ |
| 2011/12 | 120.   | 11     | 45.    | 11     |
| 2012/13 | 109.   | 20     | 43.    | 20     |

### Europacup
- Saison 2011/12: 5. Slalomwertung
- Saison 2013/14: 10. Slalomwertung
- 5 Podestplätze, davon 3 Siege:

| Datum             | Ort       | Land       | Disziplin  |
| ----------------- | --------- | ---------- | ---------- |
| 16. Januar 2012   | Méribel   | Frankreich | Slalom     |
| 16. Februar 2014  | Borowez   | Bulgarien  | Slalom     |
| 15. Dezember 2014 | St. Vigil | Italien    | City Event |

### Juniorenweltmeisterschaften
- Garmisch-Partenkirchen 2009: 13. Slalom

### Weitere Erfolge
- Norwegischer Meister im Slalom 2011
- 5 Siege in FIS-Rennen